# ریکاردو روسی
ریکاردو روسی (ایتالیایی: Riccardo Rossi؛ زادهٔ ۹ نوامبر ۱۹۶۳) بازیگر، صداپیشه و مدیر دوبلاژ اهل ایتالیا است.
از فیلم‌ها یا مجموعه‌های تلویزیونی که وی در آن‌ها نقش داشته‌است، می‌توان به مومو و فروشگاه بزرگ اشاره نمود.